# الکساندر ولادیمیروویچ ولکوف
الکساندر ولادیمیروویچ ولکوف (روسی: Алекса́ндр Влади́мирович Во́лков؛ زاده ۳ مارس ۱۹۶۷ - درگذشته ۱۹ اکتبر ۲۰۱۹) یک تنیس‌باز اهل روسیه بود.